# Literatura del Romanticismo

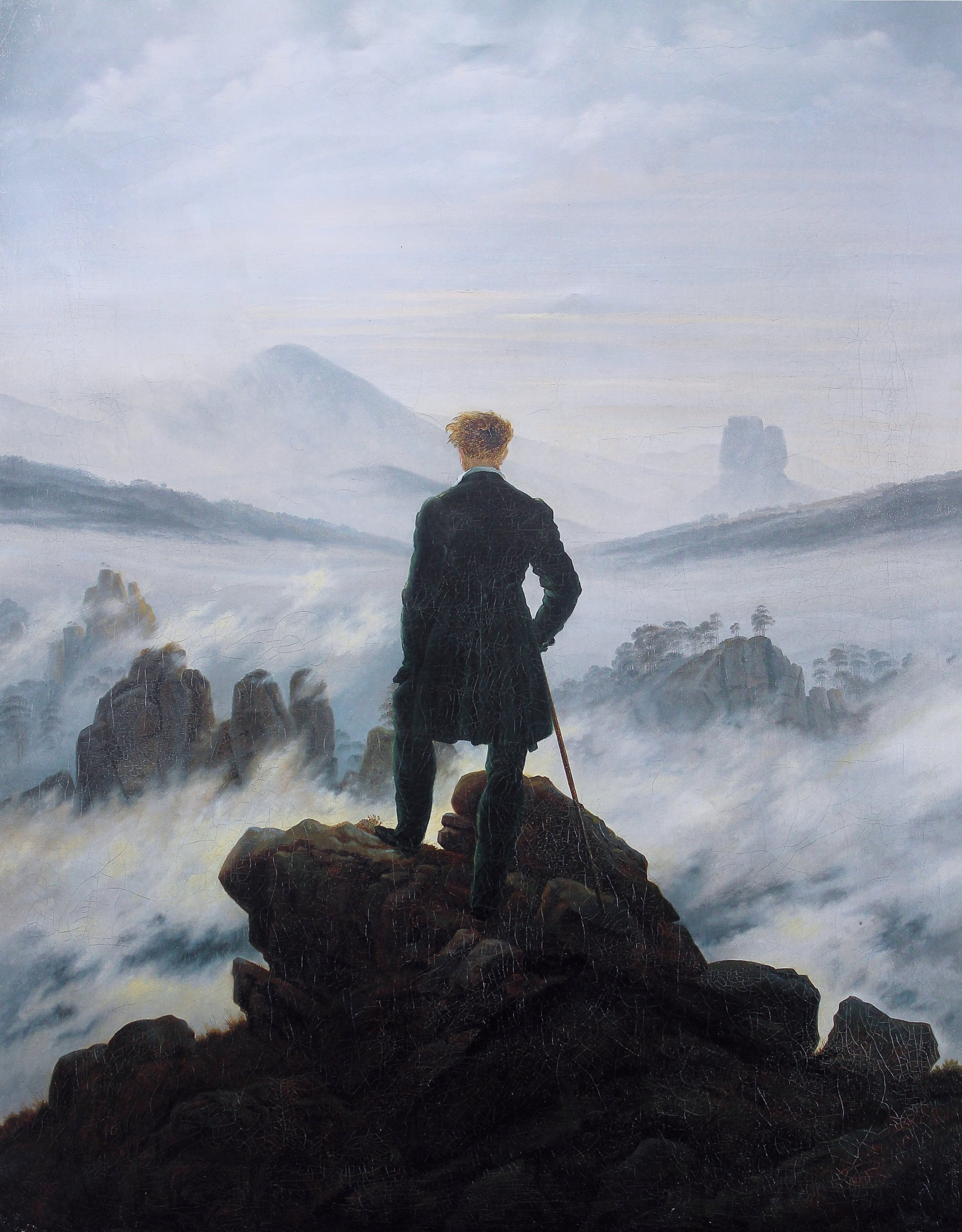
El caminante sobre el mar de nubes (1818), cuadro del pintor romántico alemán Caspar David Friedrich.

La muerte de Chatterton suicida a los 18 años en 1770, cuadro de Henry Wallis (1856). El joven Thomas Chatterton fue un poeta prerromántico precursor del amor de esta estética a la Edad Media, y su figura fue glosada con frecuencia por algunos de sus autores, por ejemplo Alfred de Vigny, quien compuso una tragedia inspirada en su vida, Chatterton (1835).

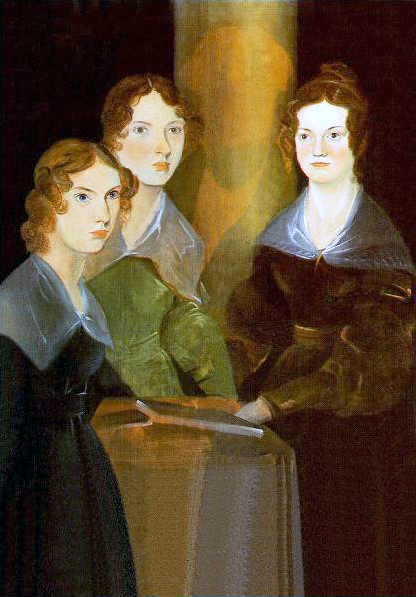
Las hermanas Brontë, Charlotte, Emily y Anne, todas grandes escritoras del romanticismo, retratadas por su hermano, el pintor Branwell Brontë (representado por la sombra situada en el centro).

La literatura del Romanticismo fue un movimiento literario anticlásico que se inició en el siglo XVIII (ca. 1770) en Alemania, Inglaterra y Francia, tomando al principio la forma de Prerromanticismo, y se dispersó y cultivó por toda Europa hasta mediados del siglo XIX. Su importancia y la renovación estética y artística que supuso fue tal que continúa ejerciendo su influencia hasta la actualidad. 
Entre sus características principales se encuentran la constante presencia de temas preindustriales como la naturaleza y los mitos y leyendas medievales con preferencia a los mitos y la historia grecolatina. 
También lo constituía una búsqueda constante de la originalidad como forma de hallar la identidad y el individualismo subjetivo y de contraponerse a la profesionalización del artista y a la conversión de la obra de arte en una mercancía más del pragmatismo burgués, dado que los escritores profesionales se servían de unas preceptivas de escritura genéricas, "recetas" tomadas de los géneros literarios grecolatinos (por ejemplo, la regla de las tres unidades en el teatro o no mezclar lo trágico y lo cómico, o la prosa con el verso), efectivas en el mercado; la literatura deja de ser una actividad prioritariamente económica o de fin educativo para ser una necesidad creativa sin fines: se cultiva el arte por el arte mismo, como escribió el poeta romántico Víctor Hugo, y con ello se avanza hacia el arte moderno o de vanguardia al promover la autonomía del objeto artístico.
Concebía al artista como un intermediario entre lo trascendental y lo inmanente; el artista solo escribía con una nueva estética en que se sustituía la belleza de lo perfecto y clásico por el misterio de lo sublime e incompleto, abandonando la mímesis o imitación de la tradición grecolatina y la preceptiva literaria por la inspiración, la libertad y la obra abierta, y expresando las pasiones de los sentimientos desahogados y sinceros por encima de la razón y de las normas asfixiantes y utilitarias. Creó nuevos géneros literarios, como el cuadro de costumbres, la novela histórica, la leyenda, la novela gótica, el drama romántico e inició estéticas en la lírica como el simbolismo (Edgar Allan Poe)

## Características principales del movimiento del romanticismo
Estas son las características por las cuales se reconoce el movimiento romántico:
1. La pasión como eje del pensamiento y de la acción, evolucionada desde el sentimentalismo prerromántico.
2. Individualismo. El eje narrativo del ser humano y sus emociones (manifestación del “yo”).
3. Visión subjetiva de la realidad: escritura exaltada de los sufrimientos y alegrías; postura pesimista según las circunstancias; el paisaje y el clima como reflejo del estado de ánimo (soleado, colorido, radiante; melancólico, gris, nocturno, tormentoso, lúgubre, amenazador,  etc.), el máximo valor de la ética romántica es la libertad y su búsqueda (emocional, creadora, mental, sociopolítica).
4. Arte: personajes realistas que reflejan costumbres que la revolución industrial y la emigración del campo a la ciudad van perdiendo (cuadro de costumbres), arcaísmos, lenguaje coloquial, junto con la evasión en el espacio (la naturaleza americana o africana, hindú, oriental...) y el tiempo (Edad Media) y por drogas como el láudano y el opio.
5. Estética que exalta lo sublime o misterioso por encima de la fría y perfecta belleza clásica. Domina lo incompleto, espontáneo e imperfecto sobre lo completo, pensado y perfecto; la originalidad sobre la imitación de modelos clásicos o del renacimiento; ya no se pueden escribir obras maestras "con receta" y con preceptivas repetidoras. Primacía del sentimiento como criterio del gusto, al ser más individualizador que el criterio generalizador y abstracto de la razón. Es un arte abierto, con raíz en la inspiración, no en la imitación neoclásica.
6. El ansia de libertad exige romper el precepto aristotélico de las tres unidades (acción, tiempo y lugar) que se seguía en el teatro, dando lugar al llamado drama romántico, y además la de estilo que añadieron los franceses: se mezcla lo trágico y lo cómico, la prosa y el verso, se dejan pasajes con puntos suspensivos para que se pueda añadir... se innova en la métrica procurando variar el tipo de verso y estrofa: domina la polimetría. Se adaptan estrofas de métricas extranjeras, las crean ex novo o vuelven a utilizar las de la Edad Media. Se usa también el verso hipercorto. Al promoverse la lírica se puede decir que es el romanticismo el siglo de oro de la poesía lírica. También crea nuevos géneros: el ya citado drama romántico, la oriental, la novela histórica, la novela gótica o de terror, el cuadro de costumbres, la leyenda, la balada, la  el artículo de opinión satírico...
7. La búsqueda del misterio origina una estética donde abunda lo lúgubre: la noche, los cementerios, las ruinas (que representan la victoria del tiempo y de la naturaleza sobre una civilización presuntamente eterna), el antes llamado "mal gusto", la violencia, los temas tabú sobre todo en el teatro, como el tiranicidio, el suicidio, los ambientes marginales, los fantasmas, los demonios, las criaturas sobrenaturales como los duendes o las hadas, los milagros...
8. La imaginación sobre la razón (un mundo más personal, metafórico y libre; repleto de fantasías). El héroe romántico es un rebelde que prefiere la libertad y lo natural frente a las normas y la sociedad. Se ponen de moda arquetipos de protagonistas rebeldes o abatidos por el destino, como el antihéroe, Prometeo, don Juan, el libertino, el bandolero, pirata...
9. Rechazo a sistemas dogmáticos, absolutistas y reglados como la religión. Defensa del amor libre.
10. Frente al universalismo y cosmopolitismo de la Ilustración, se reivindica el nacionalismo, el regionalismo, el pasado local, la patria chica y sus antes despreciados idiomas, dialectos y tradiciones como fuente de identidad, inspiración y enseñanza (el gaélico, el escocés, el provenzal, el gallego, el catalán, el flamenco, el romanche, ruso, ucraniano y bielorruso...).
11. Como consecuencia del subjetivismo, reivindicación y búsqueda de una expresión nacional: se reivindican las tradiciones populares o folklore, los idiomas regionales que han dejado de tener cultivo literario vuelven a escribirse literariamente; la poesía colectiva popular tradicional, las leyendas, los relatos feéricos, los cuentos populares, que se empiezan a recoger y estudiar en colecciones.

## Romanticismo alemán

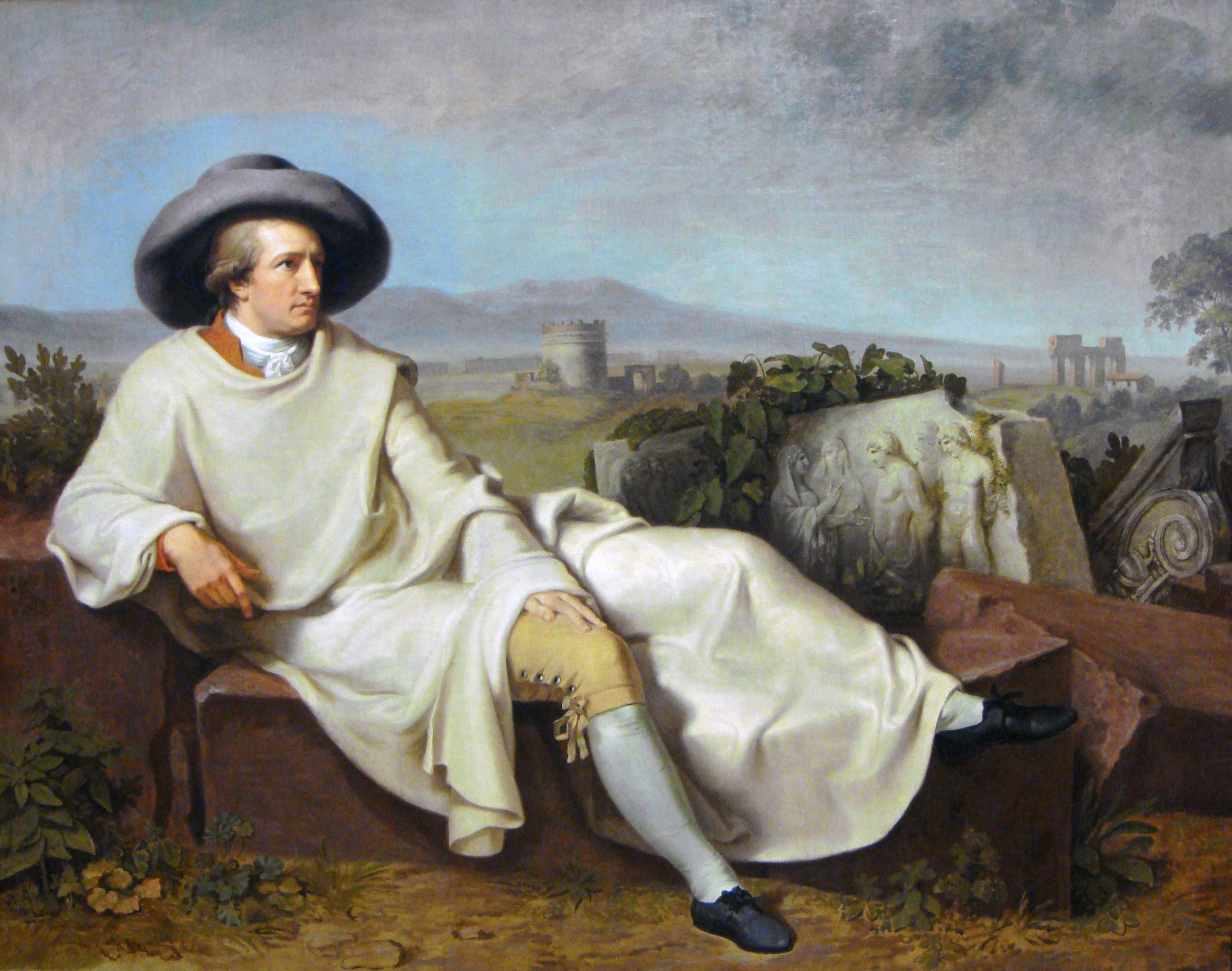
Goethe en la campiña romana (año 1799), por Johann Heinrich Wilhelm Tischbein.

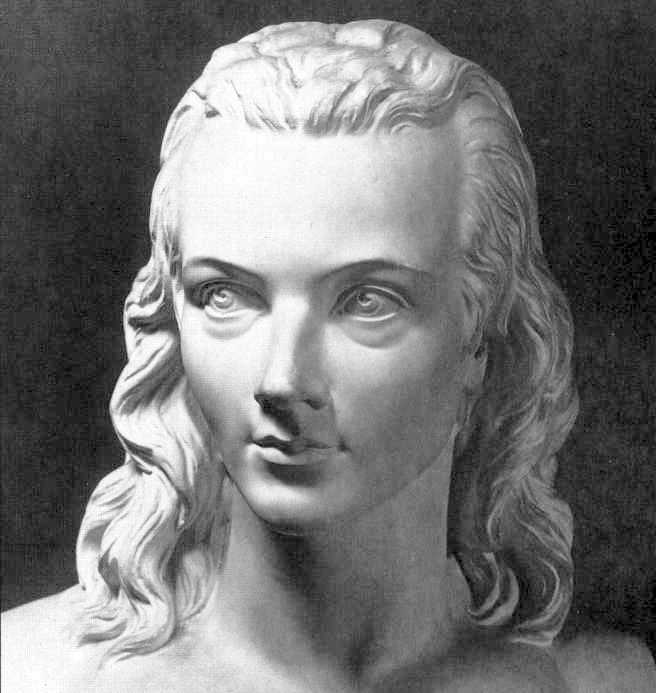
Busto de Novalis

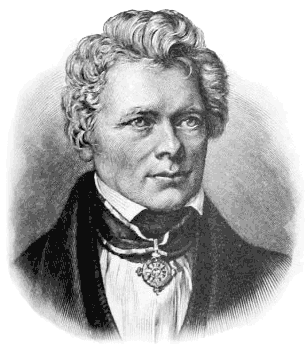
El filósofo alemán Friedrich Schelling.

El Romanticismo alemán no fue un movimiento unitario. Por ello se habla en las historias literarias de varias fases del Romanticismo. Una etapa fundamental fueron los años noventa del siglo XVIII (Primer Romanticismo), pero las últimas manifestaciones alcanzan hasta la mitad del siglo XIX.
Una gran importancia en su nacimiento tuvieron dos movimientos, uno espiritual, el Pietismo, que se desarrolló mucho en Alemania durante la segunda mitad del siglo XVIII y el primer tercio del XIX y procuraba renovar la religión protestante volviendo a la religiosidad individual e íntima frente a los aspectos más formalistas y teológicos del culto, para hacer la religión cada vez más un asunto del corazón y de la vida y no sólo de la inteligencia, y otro de orden estético y anticlásico, el Sturm und Drang.
Los filósofos dominantes del romanticismo alemán fueron Johann Georg Hamann y Johann Gottfried Herder y, sobre todo, Johann Gottlieb Fichte, con su insistencia en la lucha del yo contra el no-yo, creador del nacionalismo alemán y defensor del iusnaturalismo. Junto con Friedrich Wilhelm Joseph Schelling crearán una corriente fundamental del pensamiento del siglo XIX, el Idealismo alemán, que culminará en Hegel.
En primer lugar, el Prerromanticismo reaccionó contra la Aufklärung o ilustración alemana con autores como Albrecht von Haller y su poema Los Alpes, seguido por la admiración de lo infinito y lo insignificante en el paisaje de Klopstock y el apasionado y suicida poeta Heinrich von Kleist (1777-1811).
Después vinieron autores más importantes, la llamada primera generación romántica (Frühromantik). Son Goethe, autor de la obra maestra de esta estética en literatura, las dos versiones del drama Fausto, el dramaturgo Friedrich Schiller, los poetas Friedrich Hölderlin, Novalis y Karoline von Günderrode, así como los ensayistas Ludwig , hermanos August y Friedrich von Schlegel, Clemens Brentano y Achim von Arnim.
En la segunda etapa (Jüngere Romantik) destacan los hermanos Grimm, Jacob y Wilhelm, importantes filólogos y compiladores de tradiciones y cuentos populares, muchos de ellos de hadas; E. T. A. Hoffmann, creador de relatos fantásticos, y, en el teatro, Georg Büchner fraguará dos tragedias maestras: La muerte de Dantón (1835) y Woyzeck. Otras figuras importantes son Adelbert von Chamisso (1781-1838), autor de La maravillosa historia de Peter Schlemnihl, también sobre el mito de Fausto, y Joseph von Eichendorff, autor de una novela picaresca, Aus dem Leben eines Taugenichts ("De la vida de un tunante", 1826). El poeta más importante es Heinrich Heine, autor de un Romancero y un Libro de cantares.

## Romanticismo francés

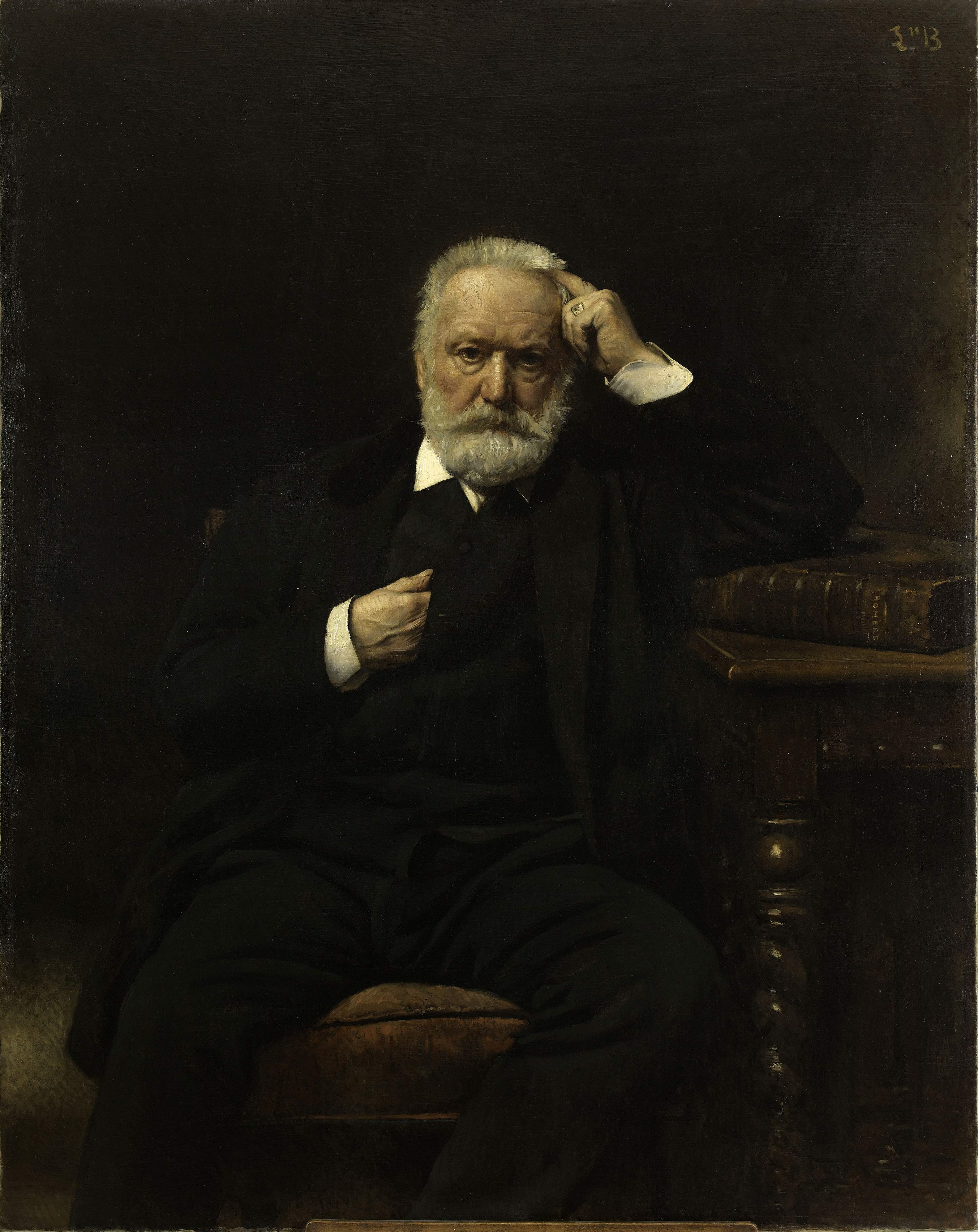
Víctor Hugo, por Léon Bonnat (1879).

El Romanticismo francés tuvo su manifiesto en Alemania (1813), de Madame de Staël, aunque el gran precursor en el siglo XVIII fue Jean-Jacques Rousseau, autor de Confesiones, Ensoñaciones de un paseante solitario, el Emilio, Julia, o La nueva Eloísa y El contrato social, entre otras obras.
En el siglo XIX sobresalieron François-René de Chateaubriand, Víctor Hugo, Charles Nodier, Alphonse de Lamartine, Alfred Victor de Vigny, Alfred de Musset, Gérard de Nerval, George Sand, Alexandre Dumas (tanto hijo como padre), entre otros; son los mayores representantes de esta estética literaria.
Junto a estos autores, cabe reseñar el resurgimiento de literaturas en lenguas no oficiales como la provenzal, en la que escribe el grupo Félibrige, acaudillado por el gran poeta Federico Mistral y que pretende restaurar la antigua poesía trovadoresca medieval. Entre sus obras cabe destacar la Mireya de Mistral.

## Romanticismo inglés

Retrato de John Keats por William Hilton

El Romanticismo comenzó en Inglaterra casi al mismo tiempo que en Alemania; en el siglo XVIII ya habían dejado sentir un cierto apego reaccionario por la Edad Media (los prerrománticos Thomas Chatterton, James Macpherson) y una nueva sensibilidad melancólica había sido explorada por los llamados Poetas de cementerio, corrientes ambas que convergen en el Prerromanticismo inglés; pero el movimiento surgió a la luz del día con los llamados Poetas lakistas (Wordsworth, Coleridge, Southey), y su manifiesto fue el prólogo de Wordsworth a las Baladas líricas publicadas conjuntamente por los dos primeros, aunque ya lo habían presagiado en el siglo XVIII Edward Young con sus Pensamientos nocturnos o el originalísimo William Blake.
La segunda generación romántica fue llamada despreciativamente Escuela cockney por los clasicistas. Entre sus miembros descollaban Lord Byron, Percy Bysshe Shelley, Mary Shelley y John Keats, que fueron luego considerados los líricos canónicos del Romanticismo inglés. Después vinieron el narrador Thomas De Quincey, y los ya postrománticos Elizabeth Barrett Browning y su marido Robert Browning, este último creador de una forma poética fundamental en el mundo moderno, el monólogo dramático.
En narrativa destacan el escocés Walter Scott, creador del género de novela histórica moderna con sus ficciones sobre la Edad Media inglesa y escocesa, imitadas en todo el mundo y hasta en la propia Escocia por Robert Louis Stevenson, y otro nuevo género romántico, las novelas góticas, entre las cuales destacan Los misterios de Udolfo (1794), de Ann Radcliffe, Las aventuras de Caleb Williams (1794) de William Godwin, El monje de Matthew Lewis o Melmoth el Errabundo, de Charles Maturin. También cabe destacar a las hermanas Brönte: Charlotte (Jane Eyre), Emily (Cumbres Borrascosas) y Anne (Agnes Grey).

## Romanticismo escandinavo
Aunque el influjo de la Ilustración fue hondo y persistente en Escandinavia, particularmente en Suecia, el Prerromanticismo arraigó pronto y se extendió con facilidad, pues el clasicismo estético nunca llegó a penetrar de veras en las literaturas nórdicas. Sin resistencia revivieron los temas de las sagas y los escaldas, por ejemplo en Rolf Krage y La muerte de Balder del lírico danés Johannes Ewald (1743-1781), acaso el más inspirado de los poetas escandinavos de su tiempo. También escribió en prosa ensayos que contribuyeron a fijar el estilo. Tras Ewald, el movimiento se asienta y da un gran poeta en Suecia: Erik Johan Stagnelius (1793-1823), y dos destacados autores en Dinamarca: Adam Oehlenschläger (1779-1850) y Bernhard Severin Ingemann (1789-1862).

## Romanticismo neerlandés
El principal escritor romántico neerlandés es el poeta y clérigo calvinista Willem Bilderdijk (1756-1831), cuyos coterráneos suelen situar junto a Goethe y Lord Byron. Tradujo a Ossian entre 1802 y 1806. Lo acompañaron Hiëronymus van Alphen (1746-1803), Rhijnvis Feith (1753-1824), Hendrik Tollens (1780-1856) y Anthony Christiaan Winand Staring (1767-1840).

## Romanticismo polaco

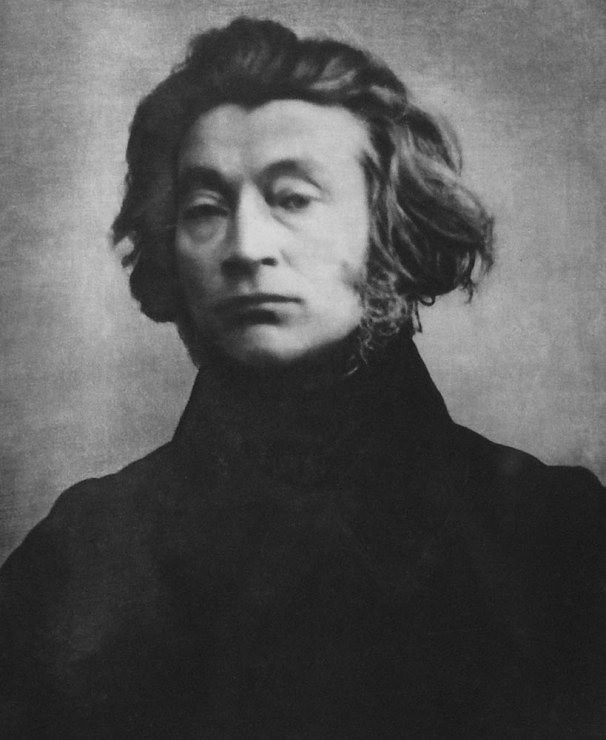
Daguerrotipo de Adam Mickiewicz.

Bohemia y Polonia fueron los únicos países eslavos que han vivido desde antiguo en la órbita de la cultura occidental, porque tuvieron en la Edad Media una literatura latinoeclesiástica y conocieron un renacimiento humanístico importante. La poesía romántica de Polonia está rigurosamente unida a los afanes de restauración nacional; Polonia había sido repartida entre Rusia, Austria y Alemania y la nostalgia de la nación perdida inspira el patriotismo de los escritores, muchos de ellos rebeldes, perseguidos y emigrados a causa de este nacionalismo.
El genio de la poesía polaca fue Adam Mickiewicz (1796-1885), cuyo poema «Dziady» («Los antepasados») está inspirado en tradiciones legendarias del país y en su Libro de la peregrinación polaca narra las desventuras de Polonia. Juliusz Słowacki es el principal dramaturgo polaco del Romanticismo; escribe bajo el influjo de Goethe y Víctor Hugo y sobresale también como poeta, escribiendo leyendas nacionales. Por último fue un lírico muy original el visionario Zygmunt Krasiński, de inspiración religiosa y dantesca. Estos tres autores son conocidos como los Tres Bardos (Trzej Wieszcze en polaco). Otros autores importantes, pero pertenecientes a la rama del Romanticismo tardío, fueron Cyprian Kamil Norwid y Stanisław Wyspiański.

## Romanticismo español

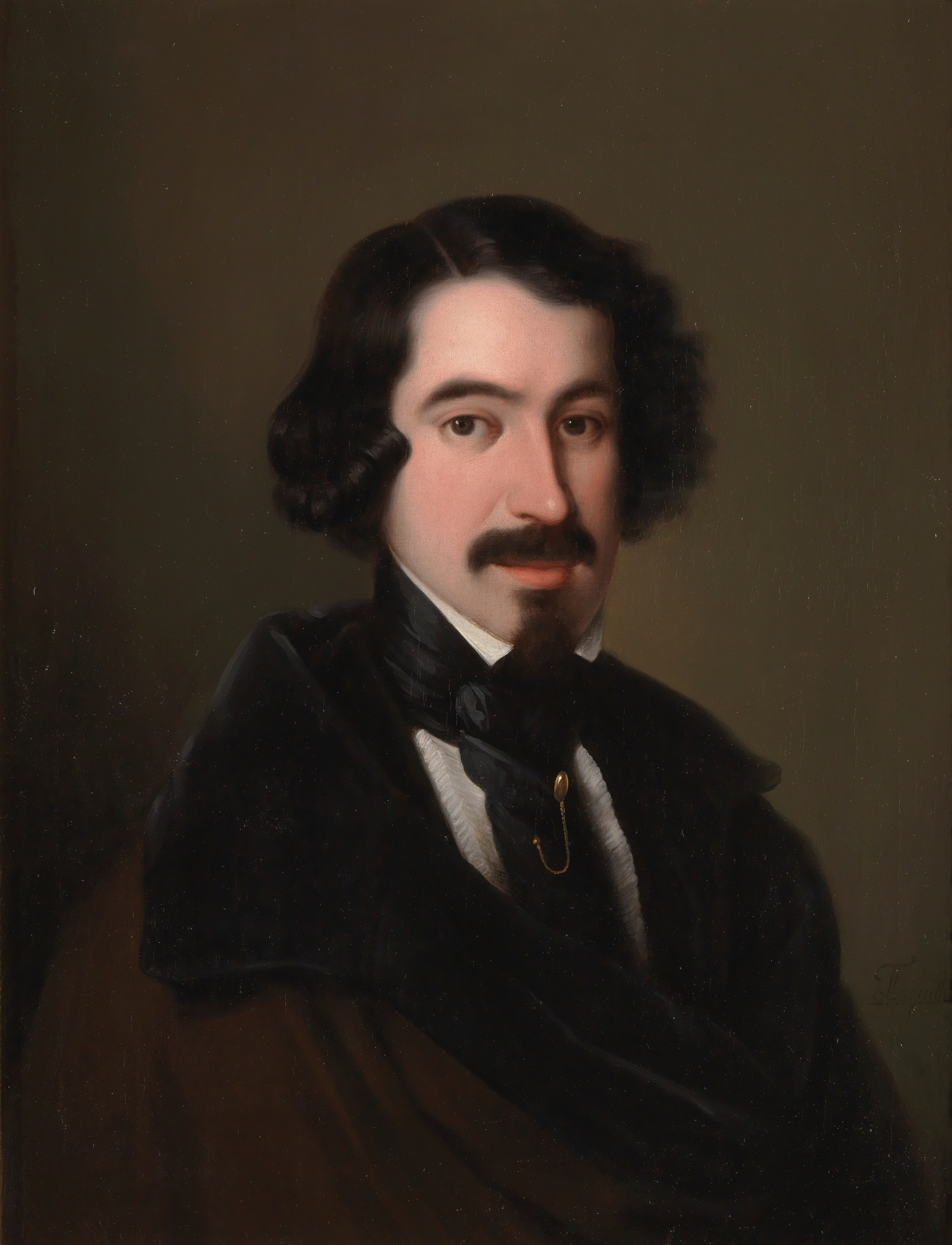
José de Espronceda (1808-1842) es el prototipo de poeta romántico en España. Liberal exaltado, activista político y lírico desbordado, su temprana muerte a los 34 años lo convirtió en el poeta del Romanticismo español por excelencia.

En España el movimiento romántico tuvo precedentes en los afrancesados ilustrados españoles, como se aprecia en las Noches lúgubres (1775) de José de Cadalso o en los poetas prerrománticos (Nicasio Álvarez Cienfuegos, Manuel José Quintana, José Marchena, Alberto Lista...), que reflejan una nueva ideología presente ya en figuras disidentes del exilio, como José María Blanco White. Pero el lenguaje romántico propiamente dicho tardó en ser asimilado, debido a la reacción emprendida por Fernando VII tras la Guerra de la Independencia, que impermeabilizó en buena medida la asunción del nuevo ideario.
Durante la Década Ominosa en España (1823-1833) vuelve a instaurarse un régimen absolutista, y quedan suspendidas todas las publicaciones periódicas, las universidades cerradas y la mayoría de las principales figuras literarias y políticas en el exilio; el principal romanticismo era el núcleo cultural español se sitúa, sobre todo, en Gran Bretaña y Francia. Desde allí, periódicos como Variedades, de Blanco White, contribuyeron a fomentar las ideas del Romanticismo entre los exiliados liberales, que paulatinamente fueron abandonando la estética del Neoclasicismo.

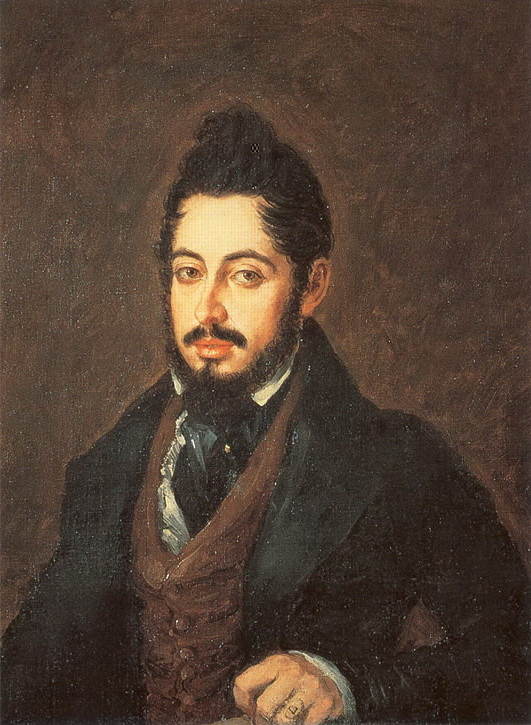
Mariano José de Larra. José Gutiérrez de la Vega. (Museo Nacional del Romanticismo de Madrid).

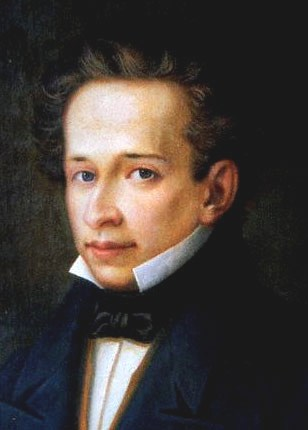
Giácomo Leopardi (1798-1837) a los 21 años.

En la segunda década del siglo XIX, el diplomático Juan Nicolás Böhl de Faber publicó en Cádiz una serie de artículos entre 1818 y 1819 en el Diario Mercantil a favor del teatro de Calderón de la Barca contra la postura neoclásica que lo rechazaba. Estos artículos suscitaron un debate en torno a los nuevos postulados románticos y, así, se produciría un eco en el periódico barcelonés El Europeo (1823-1824), donde Buenaventura Carlos Aribau y Ramón López Soler defendieron el Romanticismo moderado y tradicionalista del modelo de Böhl, negando decididamente las posturas neoclásicas. En sus páginas se hace por primera vez una exposición de la ideología romántica, a través de un artículo de Luigi Monteggia titulado «Romanticismo».
Por otro lado, algunos escritores liberales españoles, emigrados por vicisitudes políticas, entraron en contacto con el Romanticismo europeo, y trajeron ese lenguaje a la muerte del rey Fernando VII en 1833. La poesía del romántico exaltado está representada por la obra de José de Espronceda, y la prosa por la figura decisiva de Mariano José de Larra. Un romanticismo moderado encarnan José Zorrilla (dramaturgo, poeta y autor del Don Juan Tenorio) y el duque de Rivas, quien, sin embargo, escribió la obra teatral que mejor representa los temas y formas del romanticismo exaltado: Don Álvaro o la fuerza del sino.
Un Romanticismo tardío, más íntimo y poco inclinado por temas político-sociales, es el que aparece en la segunda mitad del siglo XIX, con la obra de Gustavo Adolfo Bécquer, la gallega Rosalía de Castro, y Augusto Ferrán, que experimentaron el influjo directo con la lírica germánica de Heinrich Heine y del folclore popular español, recopilado en cantares, soleás y otros moldes líricos, que tuvo amplia difusión impresa en esta época.

## Romanticismo italiano
El Romanticismo italiano tuvo su manifiesto en la Lettera semiseria di Grisostomo al suo figliolo de Giovanni Berchet (1816) y destaca, sobre todo, por la figura de los escritores Hugo Foscolo (1778-1827), autor del famoso poema «Los sepulcros» y de Ultime lettere di Jacopo Ortis («Últimas cartas de Jacopo Ortis»), una novela epistolar inspirada en el Werther de Johann Wolfgang von Goethe, considerada la primera novela italiana moderna, y Giácomo Leopardi (1798-1837), cuyo profundo pesimismo se vierte en composiciones como «A sí mismo», «El infinito» o «A Italia». Leopardi es considerado uno de los más grandes poetas de Italia. El romanticismo italiano tuvo también una gran novela histórica, I promessi sposi (Los novios), de Alessandro Manzoni (1785-1873). Un escritor del romanticismo italiano que realizó obras en varios géneros, incluyendo cuentos y novelas (tales como Ricciarda o i Nurra e i Cabras), fue el piamontés Giuseppe Botero (1815-1885), dedicando gran parte de su carrera a la literatura sarda.

## Romanticismo ruso
En Rusia, el Romanticismo se forjó en el Círculo Arzamás en San Petersburgo desde 1815 a 1818 por parte de Aleksandr Pushkin, Vasili Zhukovski, Konstantín Bátiushkov, Piotr Viázemski. La gran figura del movimiento fue Aleksandr Pushkin. El primero en escribir un poema fue Vasili Zhukovski (1783-1852) con El cementerio de aldea, una traducción libre de la obra de Thomas Gray «Elegía sobre un cementerio de aldea». Seguido por sus discípulos Konstantín Bátiushkov (1787-1855) y los llamados poetas decembristas rusos, Kondrati Ryléyev (1795-1826), Wilhelm Küchelbecker (1797-1846) y Aleksandr Bestúzhev (1797-1837). Tras el romanticismo filosófico de los Liubomudry, formado por Dmitri Venevítinov (1805-1827) y el último gran romántico ruso es Fiódor Tiútchev (1803-1873).

## Romanticismo checo
En la literatura checa destacan los escritores Karel Hynek Mácha, Karel Jaromír Erben, Josef Kajetán Tyl y František Čelakovský.

## Romanticismo portugués
En Portugal introdujeron el Romanticismo Almeida Garret y Alejandro Herculano; puede considerarse postromántico al gran poeta Antero de Quental.
El hecho decisivo en la introducción del movimiento fue la publicación del poema Camoens de Almeida Garret en 1825, tras su viaje a Inglaterra, donde se imbuyó de los principios de esta estética. A una segunda generación de escritores románticos pertenecen Camilo Castelo Branco y Julio Diniz.

## Romanticismo húngaro y rumano
En Rumania, su máximo exponente fue Mihai Eminescu y, entre los húngaros, sobresalió el poeta Sándor Petőfi.

## Romanticismo estadounidense

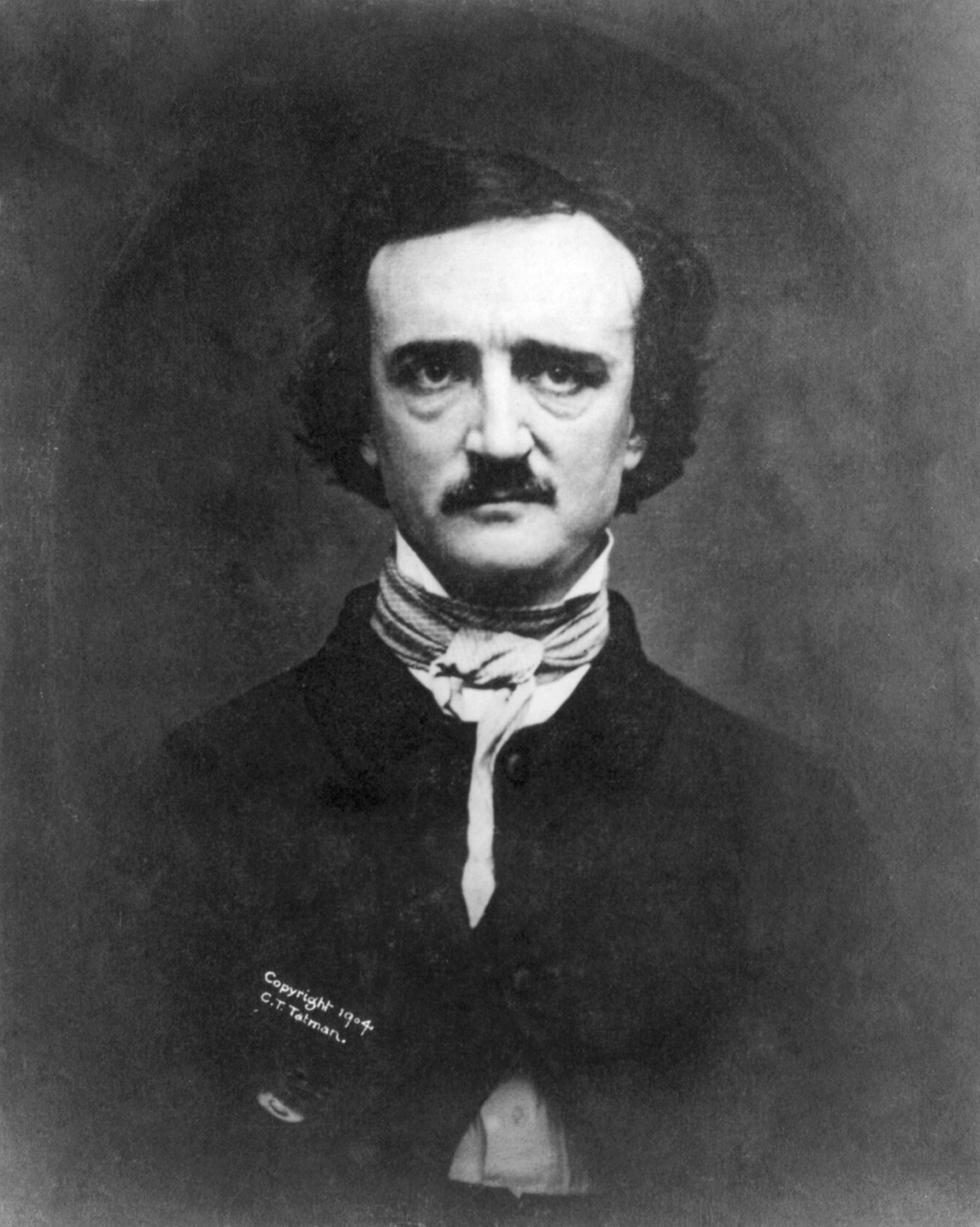
Daguerrotipo de Edgar Allan Poe (1848) tomado por W.S. Hartshorn.

El Romanticismo estadounidense, salvo precedentes como William Cullen Bryant, proporcionó a un gran escritor y poeta, Edgar Allan Poe, precursor de una de las corrientes fundamentales del Postromanticismo, el Simbolismo, renovador de la narración gótica y creador del relato policíaco, y a James Fenimore Cooper (discípulo de las novelas históricas de Scott), cuyo gran tema es la novela de pioneros. Se puede considerar un postromántico al originalísimo pensador anarquista Henry David Thoreau, introductor de ideas anticipadas a su tiempo como la no violencia y el ecologismo, autor de Walden, o La vida en los bosques y del famoso ensayo Desobediencia civil. En los Estados Unidos también se habla de un grupo de ensayistas bajo la denominación de Trascendentalismo que engloba a Ralph Waldo Emerson y a Thoreau.

## Romanticismo argentino

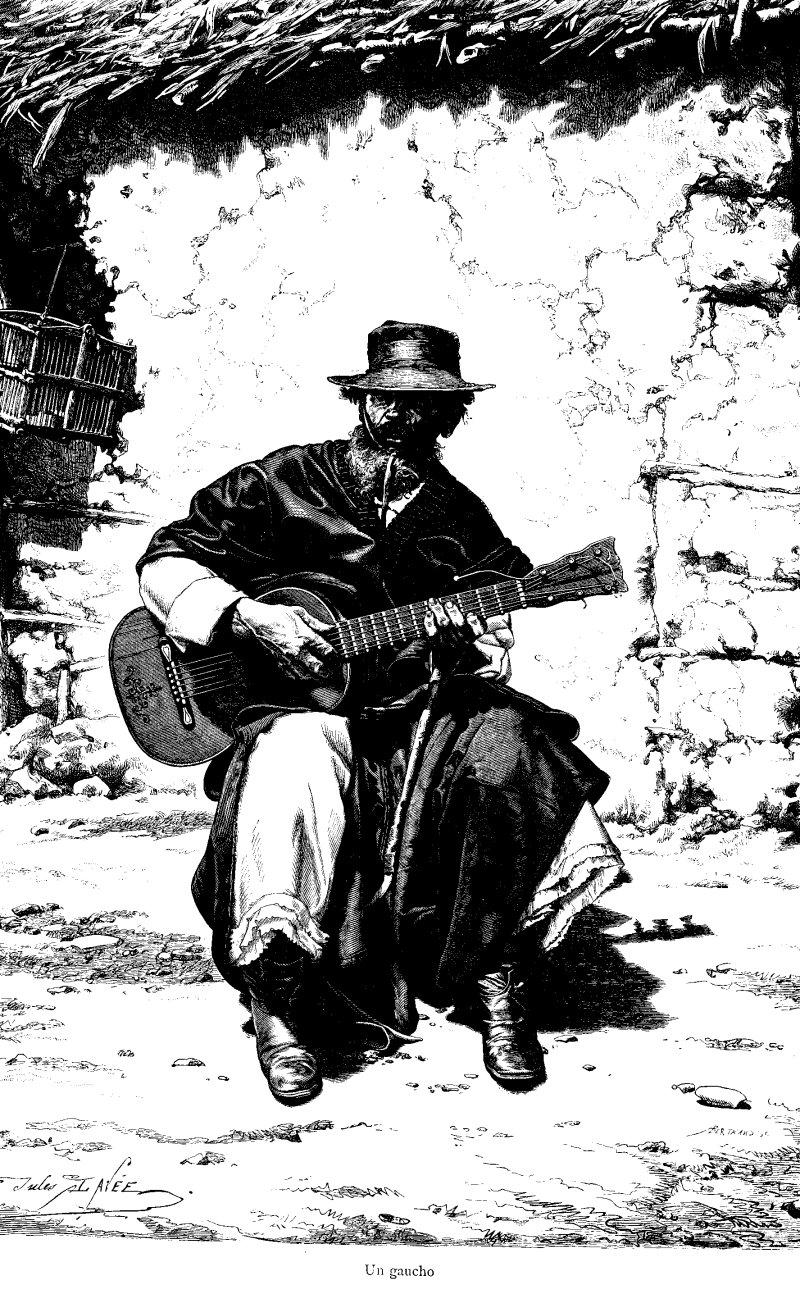
El gaucho Martín Fierro (1872), obra maestra de José Hernández.

El Romanticismo tuvo su primera manifestación en la Argentina con la aparición en 1832 del poema Elvira o la novia del Plata de Esteban Echeverría, quien lideró el movimiento que se concentró en la llamada Generación del 37 y tuvo uno de sus centros en el Salón Literario. El romanticismo argentino integró la lengua tradicional española con los dialectos locales y gauchescos, incorporó el paisaje rioplatense a la literatura y los problemas sociales. El romanticismo argentino se produjo íntimamente ligado con el romanticismo uruguayo. En Hispanoamérica, el contenido nacionalista del romanticismo confluyó con la recién terminada Guerra de Independencia (1810-1824), convirtiéndose en una herramienta de consolidación de las nuevas naciones independientes, recurriendo al costumbrismo como una herramienta de autonomía cultural.
Entre las obras más importantes del movimiento se destacan La cautiva y El matadero, ambas de Echeverría, el Martín Fierro (obra maestra de José Hernández),
Amalia (de José Mármol), Facundo (de Domingo Faustino Sarmiento) y el folletín dramático Juan Moreira (de Eduardo Gutiérrez, considerado fundador del teatro rioplatense).

## Romanticismo colombiano

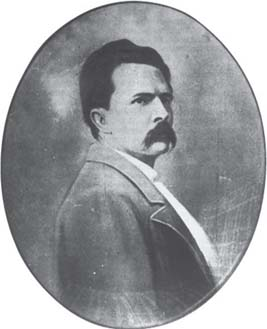
El escritor colombiano Jorge Isaacs (1837-1895).

Surgió en el siglo XIX y representa el individualismo, la libertad de creación y la expresión artística, se convirtió en una actitud frente a la vida. En Colombia, el romanticismo literario coincide con la gesta de la independencia (1810). Se destacan algunos temas, como:
- El paisaje: El hombre romántico adapta el paisaje a sus sentimientos. Para algunos autores, esta temática es la que justifica la idea de la existencia del romanticismo en Colombia, ya que los autores europeos hablaban de la vuelta a la vida natural y su belleza.
- La exaltación de lo nacional y lo popular: a través de la voz o la actuación de diversos personajes se reconstruyeron aspectos del folclor y de las expresiones culturales del territorio colombiano.
- La vida y la muerte: El dilema existencialista se vio reflejado en novelas como María, en las que el hombre sufre por un destino que domina su voluntad. El amor que sienten Efraín y María se ve siempre afectado por los problemas sociales y cuando estos se resuelven, la muerte demuestra la imposibilidad de su amor.

El Romanticismo en Colombia se manifiesta en los géneros narrativo y lírico. Sus principales representantes fueron: José Eusebio Caro, Gregorio Gutiérrez, Julio Flórez, Rafael Pombo, Jorge Isaacs.
La primera corriente romántica (1830-1861) coincide con los movimientos de liberación nacional y aún con los periodos de anarquía o de búsquedas gubernamentales estables.
Se advierten en los autores algunos rasgos de neoclasicismo. Se ejerce la exaltación de la patria, la afirmación de los valores cívicos.
Se puede configurar con los autores siguientes: José Eusebio Caro, Julio Arboleda, Gregorio Gutiérrez González.
La segunda corriente romántica (1860-1880 aproximadamente) coincide con la organización del estado nacional. La poesía es más depurada, menos exaltada, se plantea una estética menos comprometida y desinteresada. Aunque el romanticismo tiene en ambos grupos una base común, varía por las diferentes circunstancias históricas y las diferentes actitudes ante la vida social.
Se puede conformar a partir de Epifanio Mejía, Rafael Pombo, Candelario Obeso, Miguel Antonio Caro y Julio Flórez.

## Romanticismo mexicano
El romanticismo mexicano se distinguía por amalgamar el periodismo, la política, el positivismo y el liberalismo, pues surgió en los años previos a la Guerra de Reforma. El poeta Manuel Acuña es posiblemente el máximo representante del romanticismo en México, aunque también destaca el trabajo del poeta Manuel María Flores (autor del poemario Pasionarias), Guillermo Prieto e Ignacio Manuel Altamirano.

## Otros romanticismos en Latinoamérica
Otros nombres que destacan son los cubanos José María Heredia y Gertrudis Gómez de Avellaneda. Cabe citar también la primera parte de la obra del notable narrador chileno Alberto Blest Gana, cuya producción modelada por el costumbrismo de Balzac se interna en las fisuras del idealismo romántico. También las obras del guatemalteco José Batres Montúfar han sido muy importantes en toda Latinoamérica. Por otra parte, los venezolanos Juan Vicente González, Eduardo Blanco y Juan Antonio Pérez Bonalde fueron los representantes del movimiento en ese país.